# Toharieni
Toharienii au fost un popor de origine indo-europeană din vechime, care a locuit la marginea de nord a bazinului Tarim, în Xinjiangul de astăzi, China, fiind cel mai estic neam antic de origine indo-europeană.
Limbile toharice, o ramură a familiei limbilor indo-europene, sunt cunoscute din manuscrisele din secolele VI-VIII d.Hr. Numele de "Toharian" le-a fost dat de cercetătorii moderni, care și-au identificat vorbitorii cu un popor care locuia în Bactria din secolul al II-lea î.Hr. și erau cunoscuți în sursele antice grecești ca Tókharoi. Această identificare este în general considerată eronată, însă numele "Toharian" rămâne cel mai frecvent termen pentru limbile și vorbitorii lor.
Comunitățile agricole au apărut pentru prima dată în oazele Tarimului nordic în jurul anului 2000 î.Hr. Unii cercetători au legat aceste comunități agricole toharice de mai vechea cultură Afanasevo (cca 3500-2500 î.Hr.) în Siberia, la nord de Tarim.
Până în secolul al II-lea î.Hr., aceste așezări s-au dezvoltat ca orașe-stat, umbrite de popoare nomade mongolice spre nord și de Imperiul Chinez la est. Aceste orașe, cel mai mare dintre acestea fiind Kucha, au beneficiat/prosperat de pe urma Drumului mătăsii.
Din secolul al VIII-lea d.Hr., uigurii – vorbitori de limbă turcică din Regatul Qocho – s-au stabilit în regiune. Ca urmare a nenumăratelor invazii ale uigurilor în regiunile locuite de toharieni, cu timpul, aceștia din urmă au fost în cea mai mare parte exterminați, iar supraviețuitorii au fost cu timpul asimilați de nomazii uiguri. Se consideră că limbile toharice au dispărut în timpul secolului al IX-lea.

## Limba
Articol principal: Limbi toharice
Limbile toharice nu fac parte din subfamilia limbilor indo-iraniene însă înregistrează apropieri cu armeana, traco-frigiana și hitita (numeroase trăsături comune cu aceasta din urmă, dar fonetic foarte diferită). Cea mai acceptată ipoteză este aceea conform căreia limbile toharice fac parte grupul "occidental" al limbilor indo-europene, împreună cu ramurile italică, celtică, germanică și greacă, numite la un loc "ramura centum" (pronunțat kentum), spre deosebire de celelalte limbi indo-europene din Asia cu care se învecinau și care fac parte din grupul satem.
Scrierea limbilor toharice era bazată pe alfabetul indic brahmī. Texte păstrate din secolele VI-VII au fost descoperite la începutul secolului trecut și cuprindeau proză și poeme religioase de inspirație budistă, tratate medicale, registre contabile mănăstirești și permise de liberă trecere a caravanelor.

## Galerie

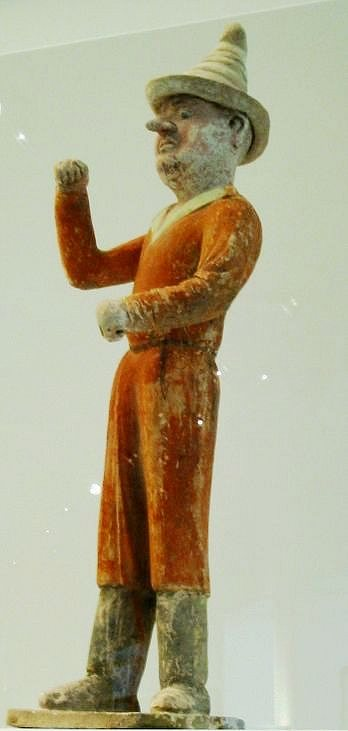
Statuie din ceramică înfățișând un comerciant tohar, nordul Chinei, secolul 7 d.Hr.
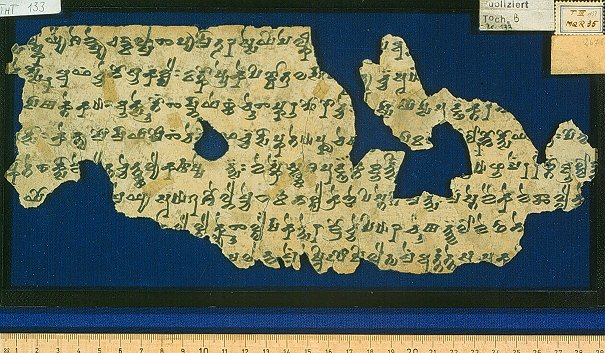
Fragment de manuscris în Tohară B
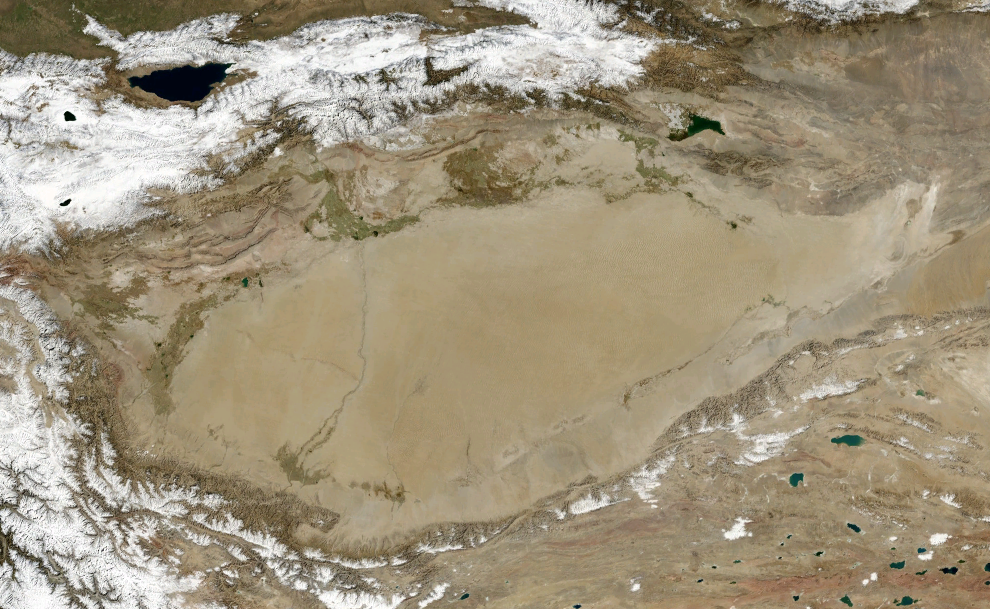
Imagine din satelit a Bazinului Tarim, iarna
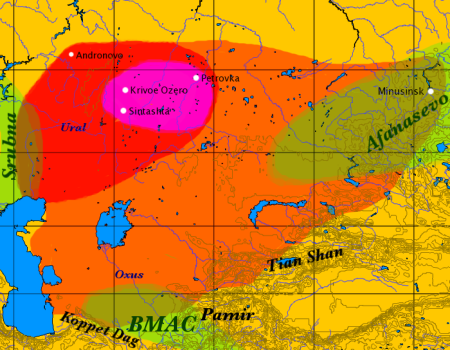
Culturi arheologice la nord și la vest de Bazinul Tarim
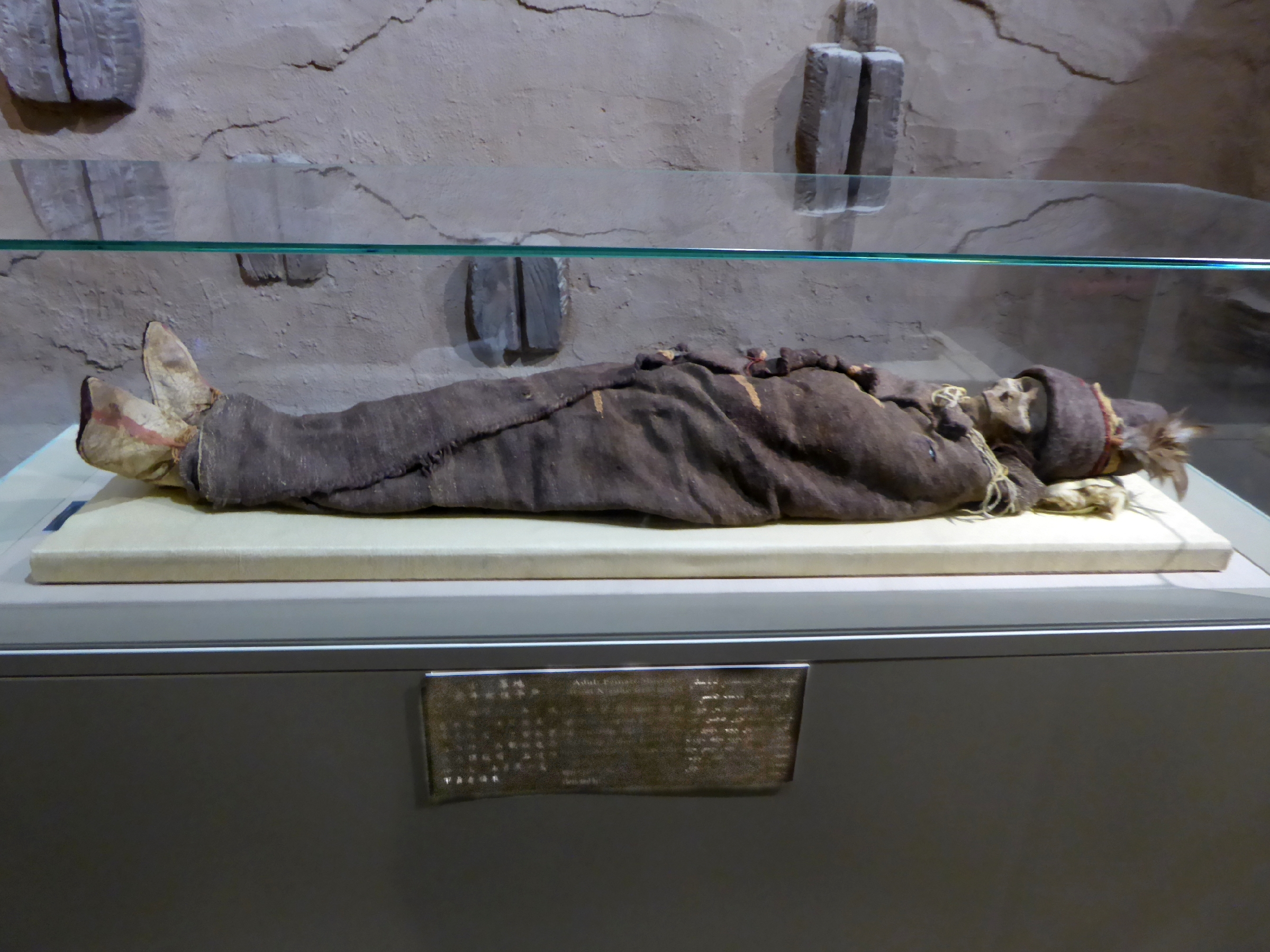
Una dintre mumiile din Tarim
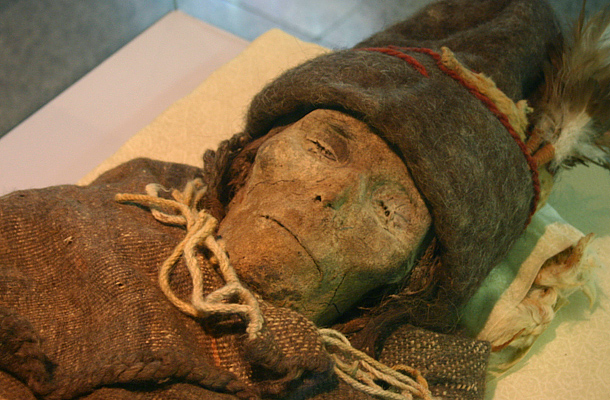
Migrațiile toharilor
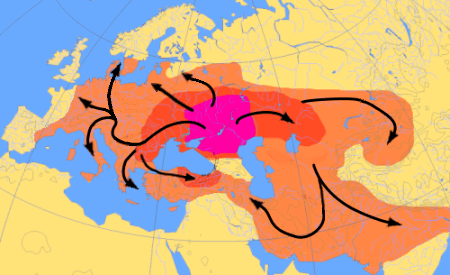
Expansiunea/migrarea indo-europenilor
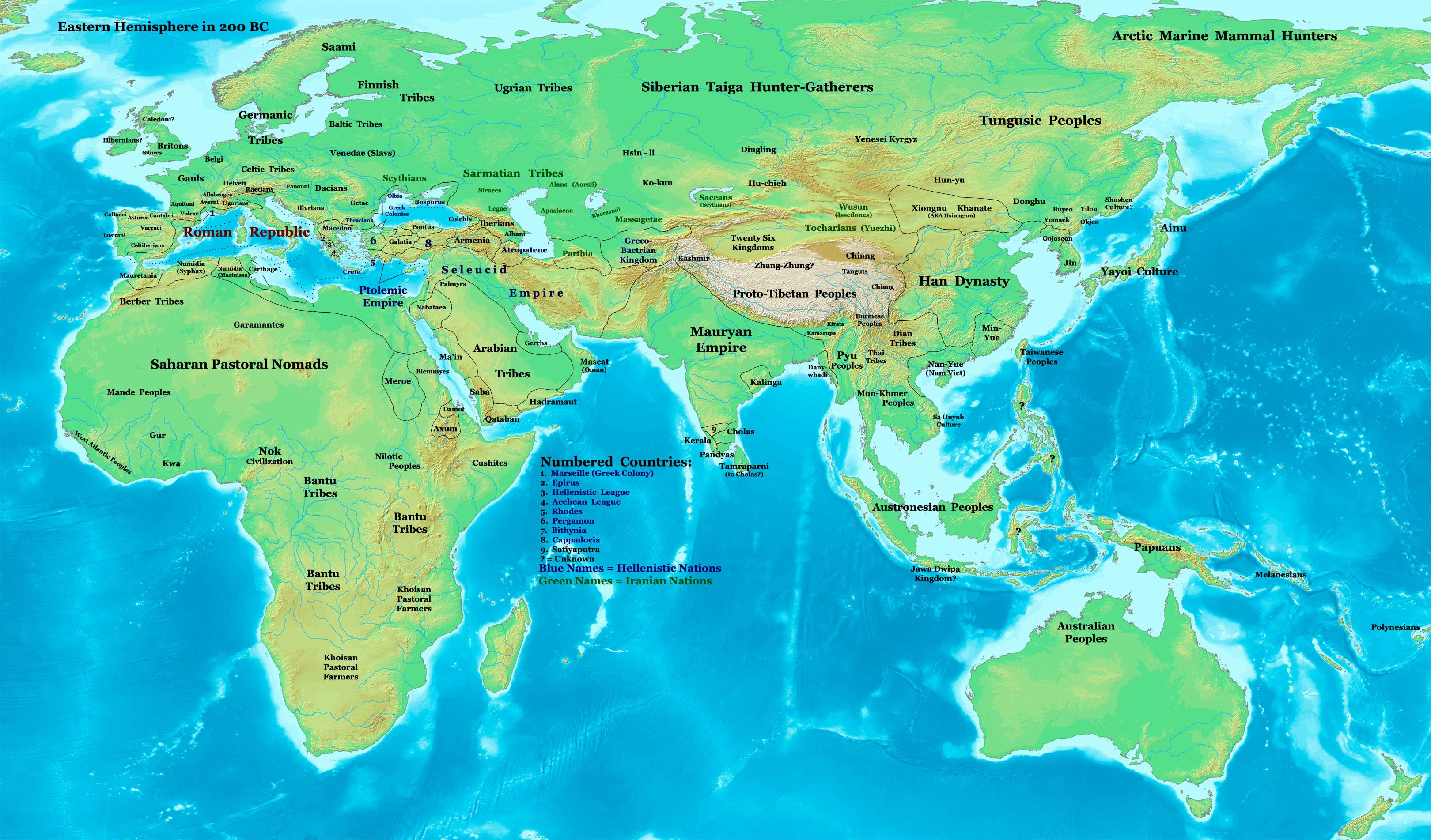
Hartă a Emisferei Estice din secolul II î.Hr.
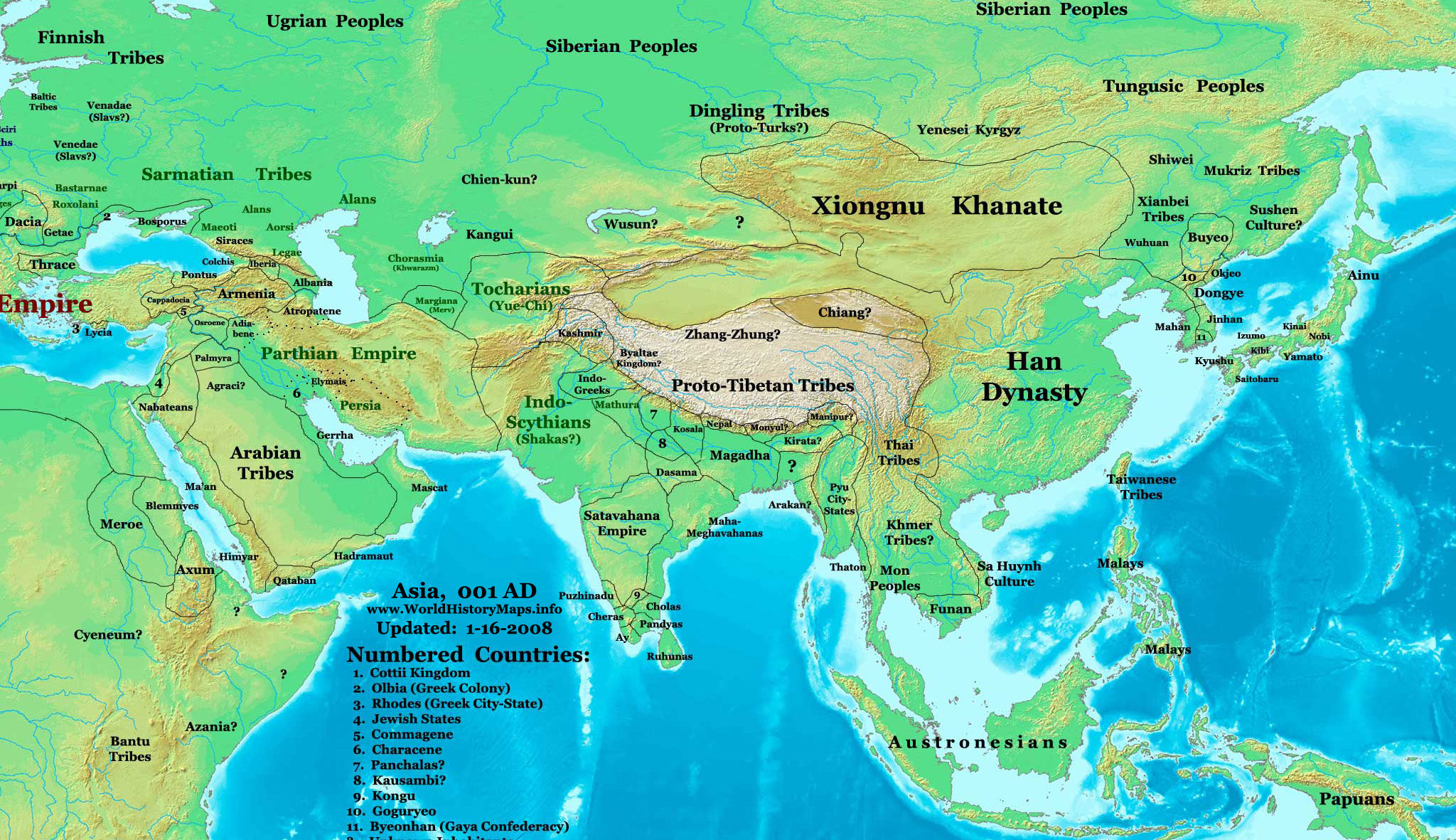
Hartă a Eurasiei din secolul I d.Hr.